# Zhouzhi
Zhouzhi léase Zhóu-Zhi (en chino:周至县, pinyin:Zhōuzhì xiàn) es un condado bajo la administración directa de la subprovincia de Xi'an. Se ubica al sureste de la provincia de Shaanxi, este de la República Popular China. Su área es de 2974 km² y su población total para 2015 fue +500 mil habitantes. 

## Administración
El condado de Zhouzhi se divide en 20 pueblos que se administran en 1 subdistrito y 19 poblados.